# Бридан, Шарль-Антуан
Шарль-Антуан Бридан (фр. Charles-Antoine Bridan; 31 июля 1730, Равьер — 28 апреля 1805, Париж) — скульптор французского неоклассицизма.

## Биография
Бридан родился в Равьере и изначально учился у Жана-Жозефа Винаша. Он посещал Королевскую академию живописи и скульптуры. В 1753 году получил вторую премию за скульптуру на тему «Давид доставляет детей Саула гаваонитянам», затем, в 1754 году, получил первую Римскую премию за скульптуру «Избиение младенцев». В 1756 году он поступил в Королевскую школу привилегированныхучеников (l’École royale des élèves protégés). Резидент Французской академии в Риме, он оставался в Италии до 1762 года, затем вернулся в Париж. В 1772 году он завершил мраморную скульптуру «Мученичество святого Варфоломея». 30 декабря 1780 года Бридан был назначен профессором скульптуры Королевской академии живописи и скульптуры, сменив в этой должности Э. М. Фальконе.
Он обучал своего сына Пьера-Шарля Бридана, который также стал скульптором.

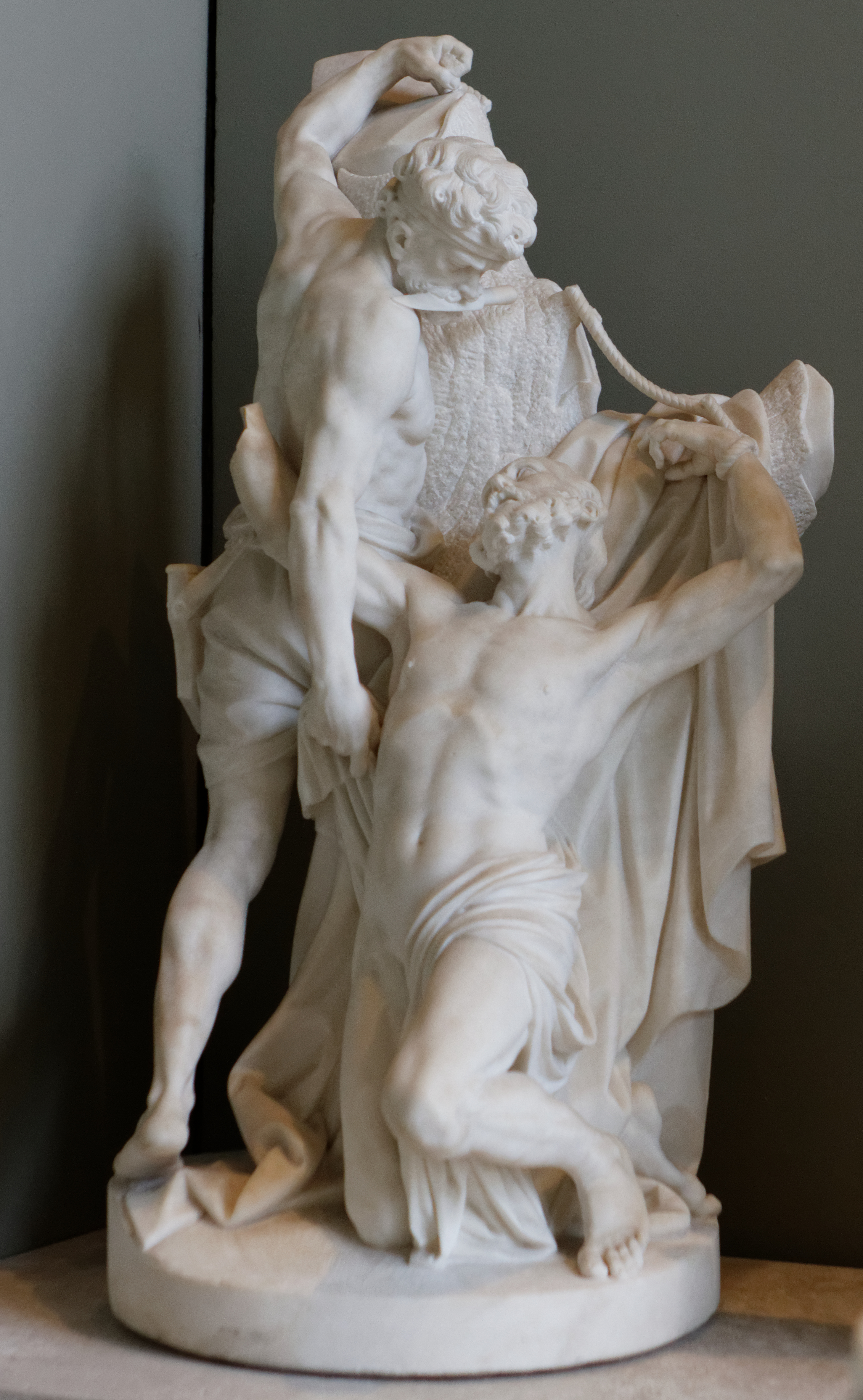
Мученичество святого Варфоломея. 1772. Мрамор. Лувр, Париж
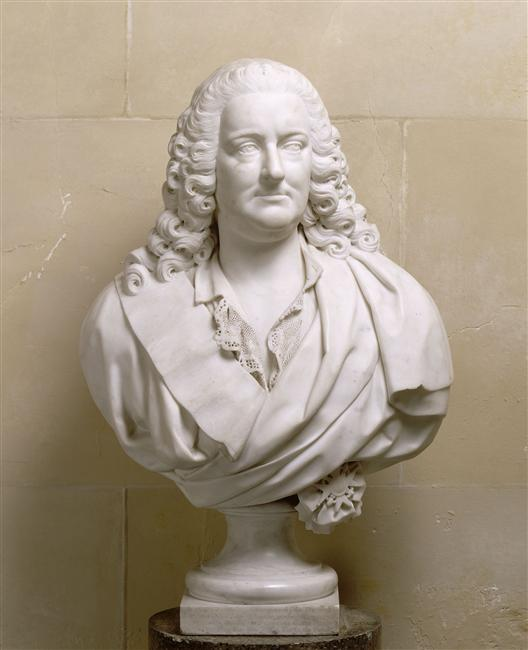
Бюст Жозефа-Франсуа Дюпле. 1787. Мрамор. Версаль
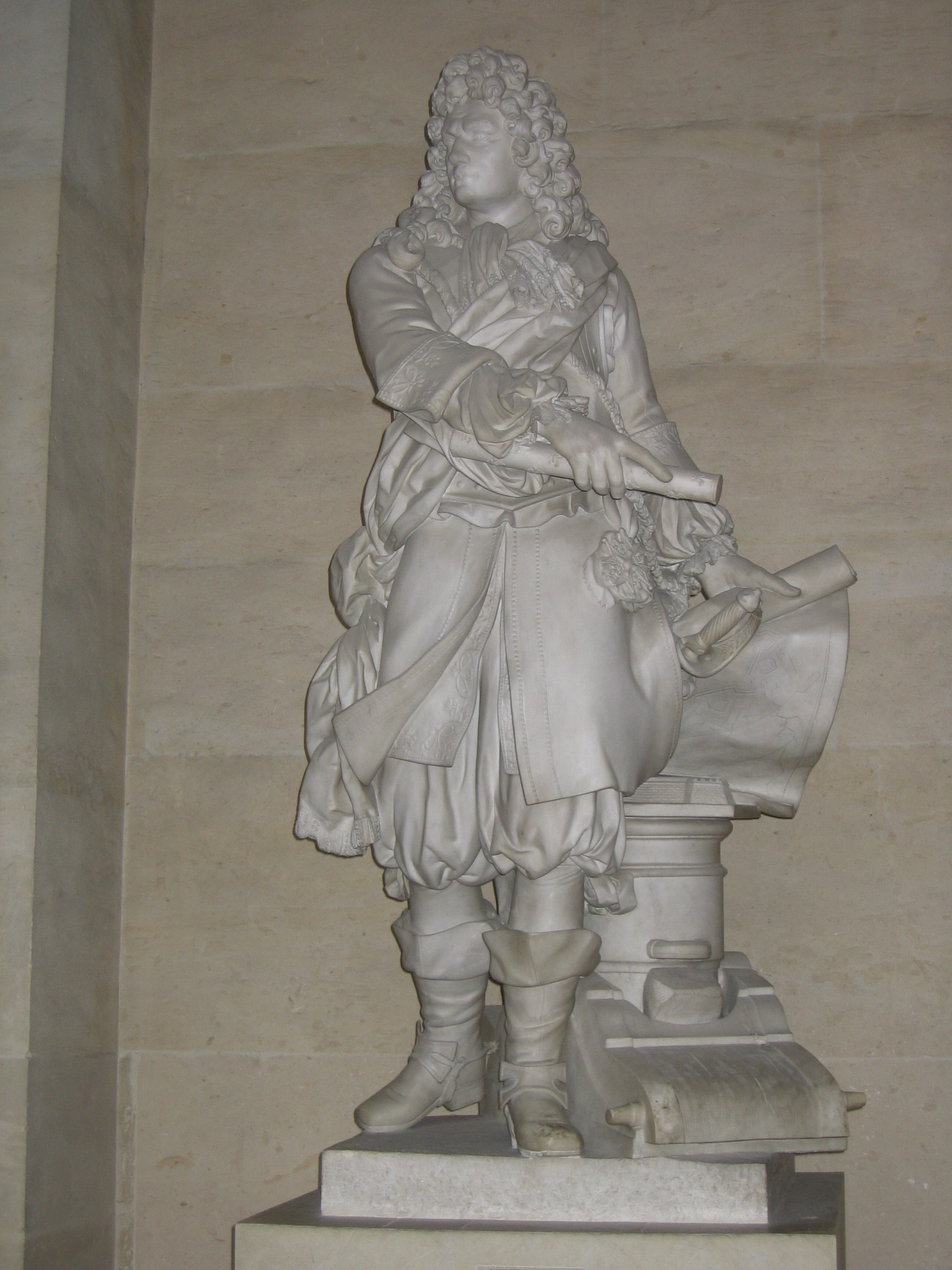
Вобан, маршал Франции. Версаль
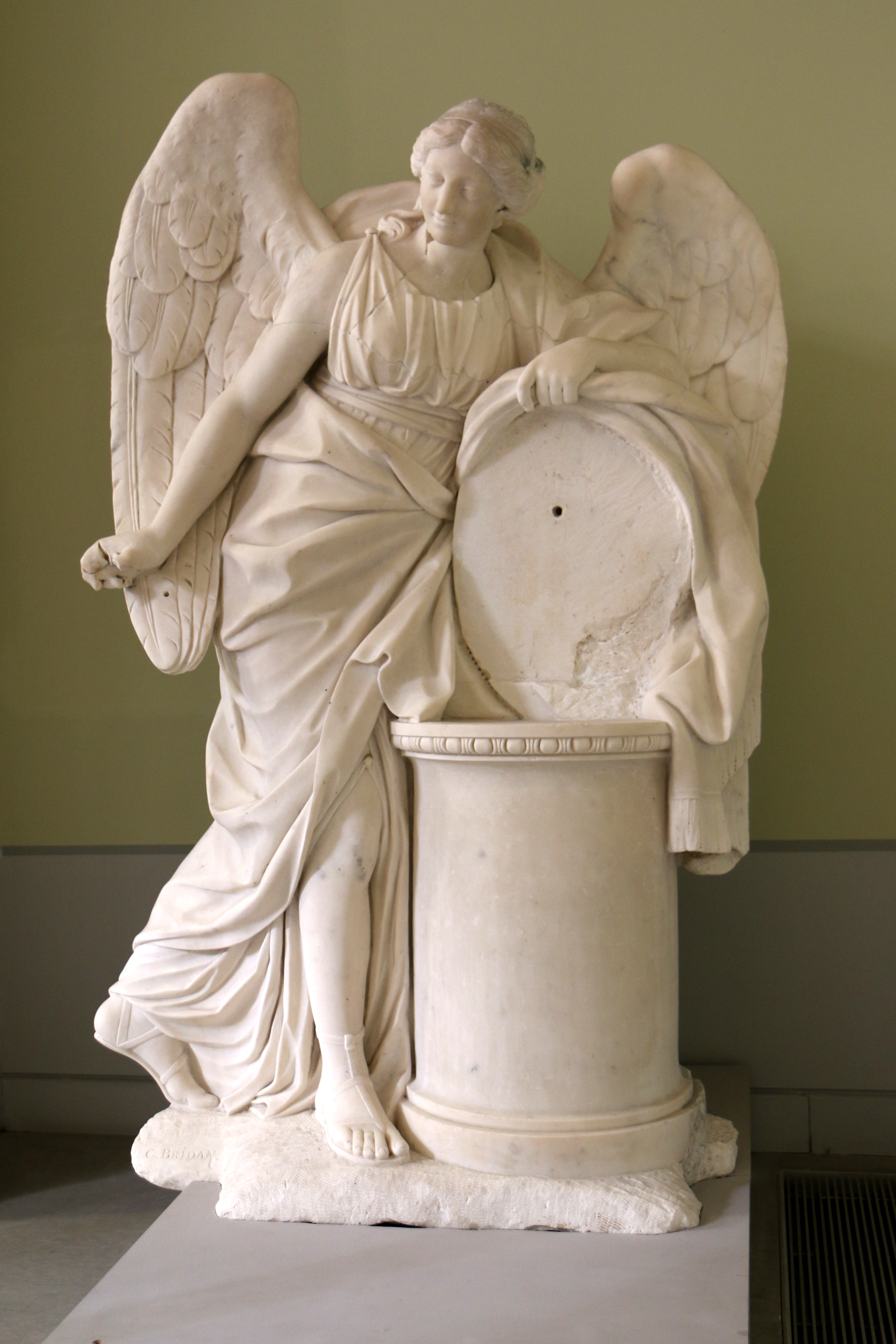
Ангел. Скульптура для Мавзолея Жана-Батиста Бойера. 1775. Мрамор. Музей Гране, Экс-ан-Прованс
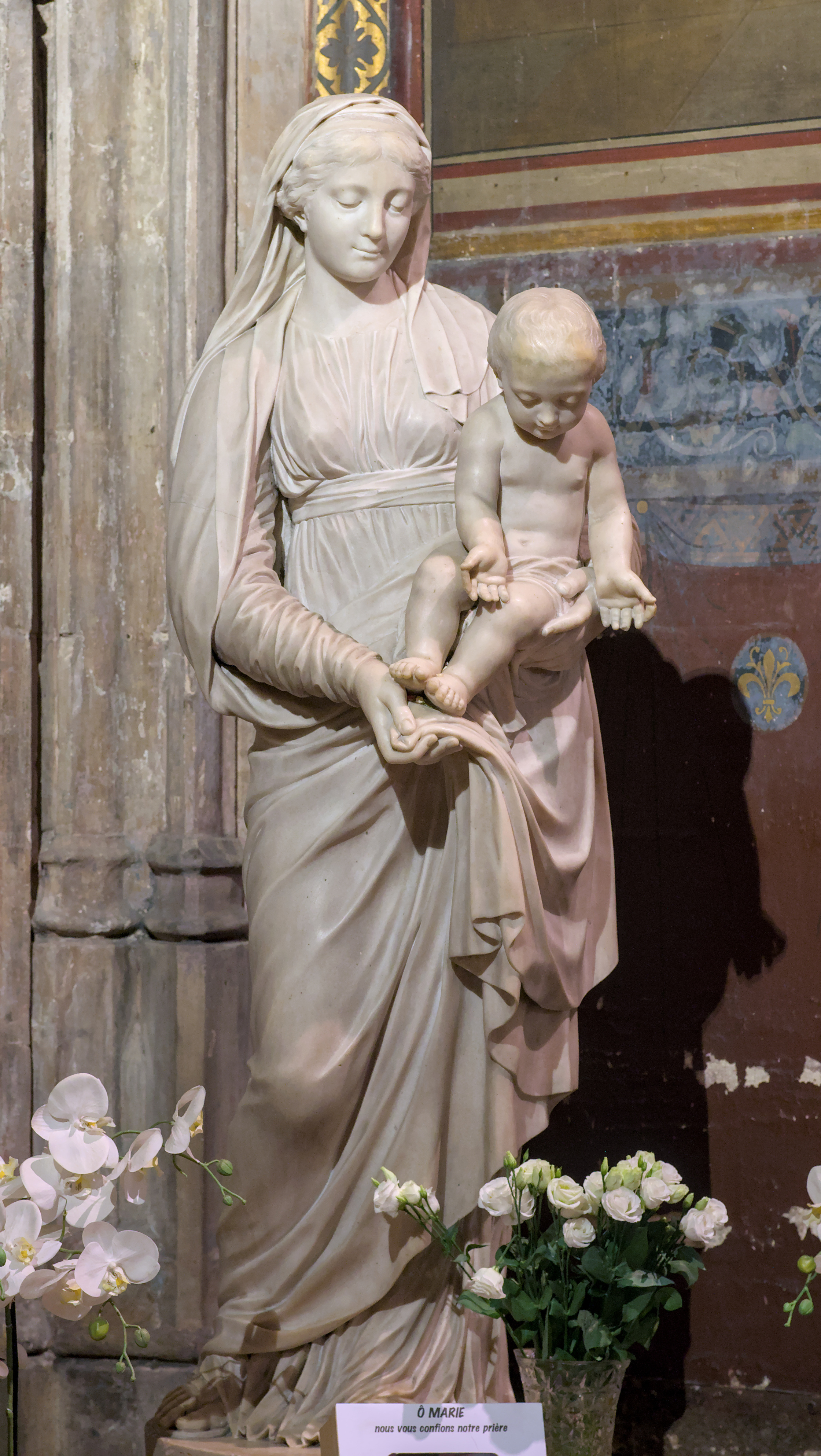
Дева Мария с Младенцем. Церковь Сен-Северин, Париж
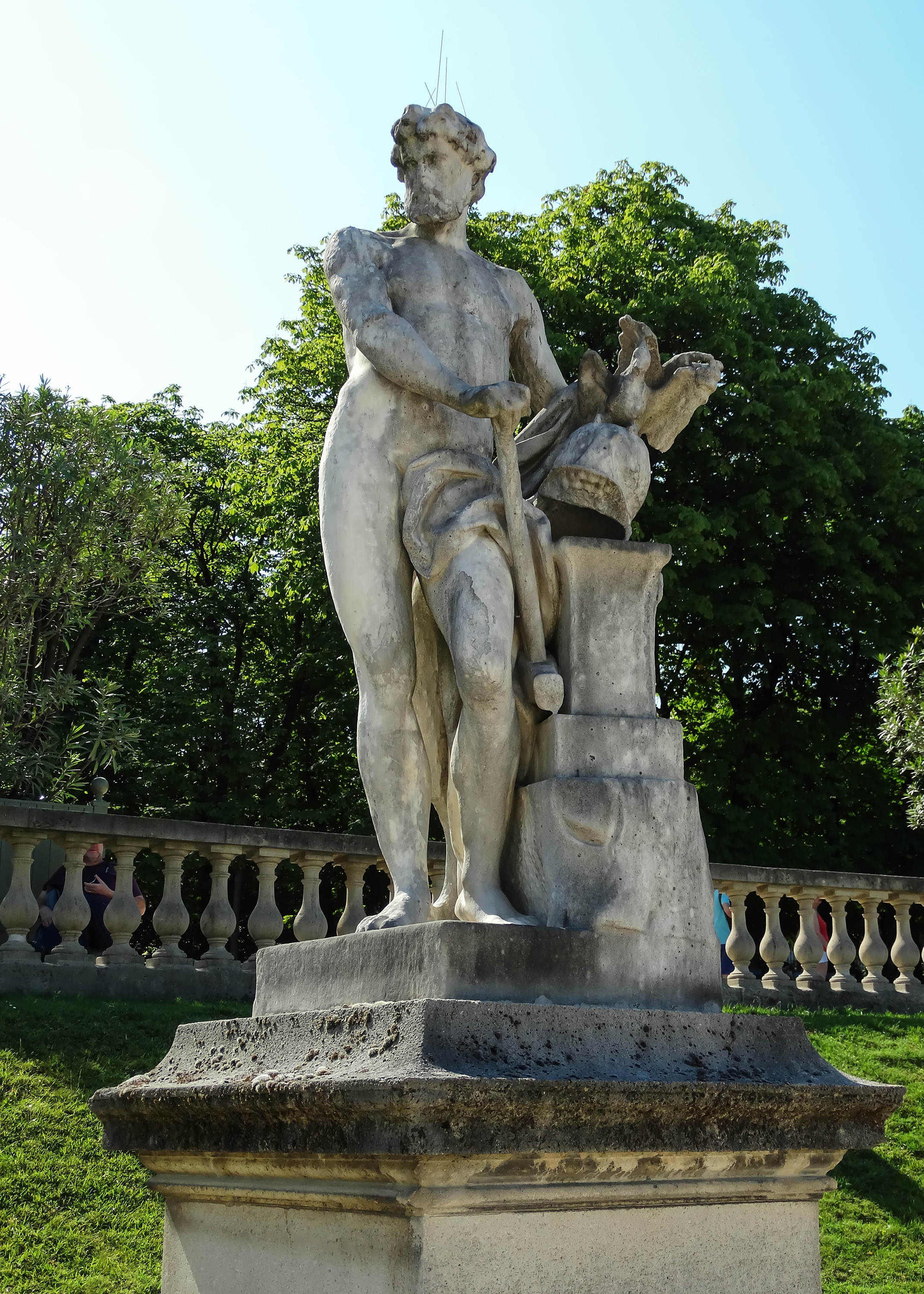
Вулкан. Люксембургский сад, Париж